# John Duncan (Afrikaforscher)

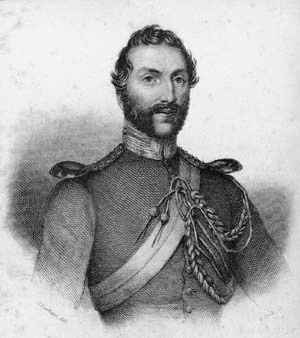
John Duncan

John Duncan (* 1805 in Culdoch, Schottland; † 3. November 1849 in der Bucht von Benin) war ein schottischer Entdeckungsreisender in Westafrika.
Duncan war zunächst Soldat und schloss sich 1842 den Gebrüdern Lander an. Von 1845 bis 1846 unternahm er, im Auftrag der Geographischen Gesellschaft in London, eine Reise nach Whydah an der Sklavenküste. Von dort führte ihn die Reise weiter nach Dahomé bis zum 13. nördlichen Breitengrad.
Während einer Reise nach Whydah starb John Duncan 3. November 1849 in der Bucht von Benin.

## Veröffentlichungen
- Travels in Western Africa in 1845 and 1846. London 1847